# Deutsche Messe AG

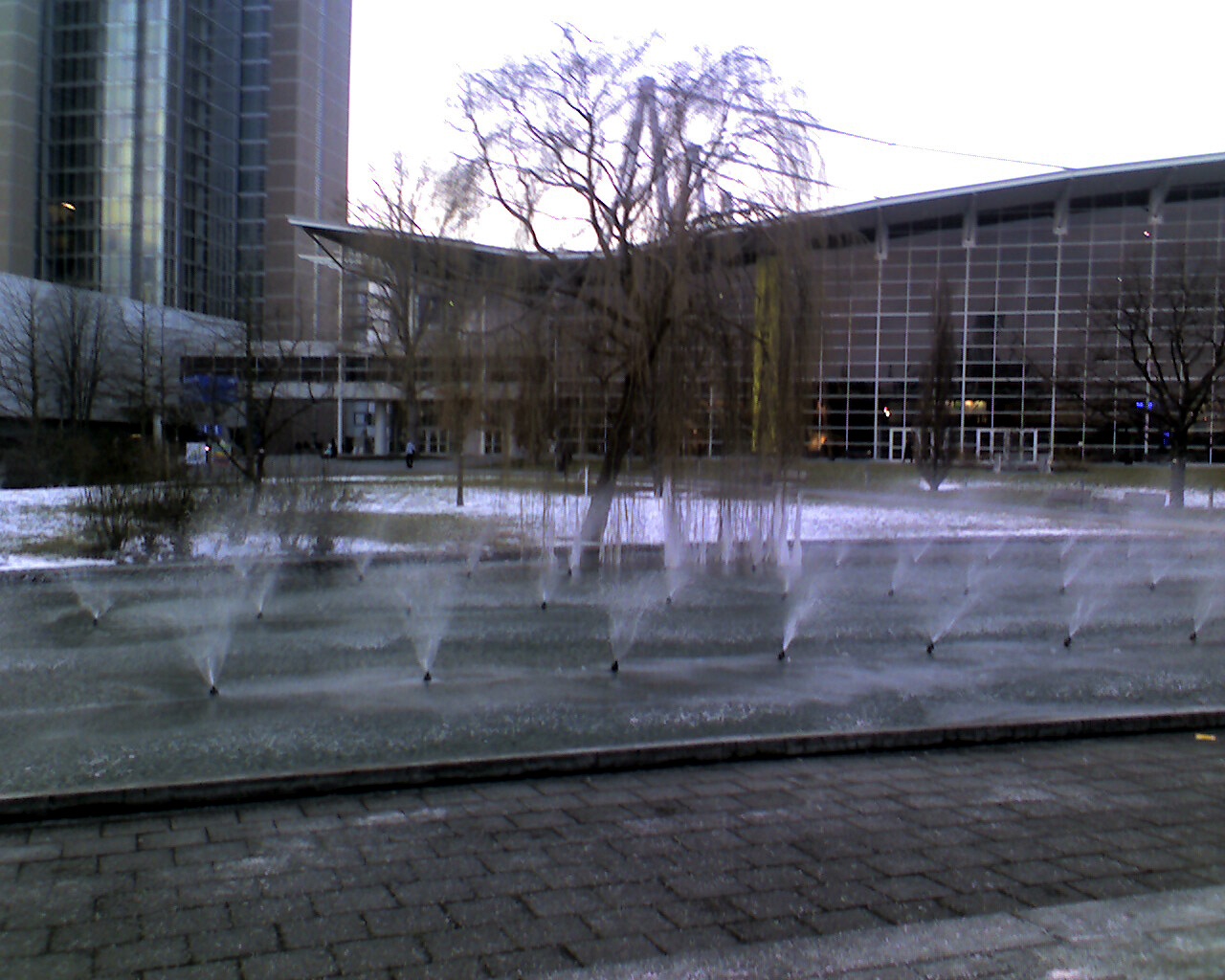
Hall 3

Deutsche Messe AG, opgericht in 1947, is de eigenaar van het evenementencomplex van Hannover, dat wereldwijd een van de grootste van zijn soort is. Het wordt gebruikt voor beurzen, congressen en andere grootschalige bijeenkomsten.

## Het terrein in cijfers
- Totale grootte : 1.000.000 m2
- Aantal zalen : 27
- Gezamenlijk oppervlakte (zalen) : 497.730 m2
- Bedrijfsruimte (vrije oppervlakte buiten) : 57.880 m2
- Convention Center (CC) : 35 ruimtes en zalen
- Parkeerplaatsen: 50.000 wagens (waarvan 8.790 in de parkeergarage)

## Bekende beurzen
ABF, AGRITECHNICA, Altenpflege, bauen und wohnen, BIOTECHNICA, CeBIT, CeMAT, dental informa, didacta, DOMOTEX, EMO Hannover, EuroBLECH, EuroTier, Expo 2000, Garten & Ambiente, Hannover Messe, IAA Nutzfahrzeuge, IKK HANNOVER, infa, INTERKAMA, INTERPOLICE, interschau, Interschutz, LIGNAplus, NEXXT GENERATION, Pferd & JAGD, Technorama

## Verkeersaansluiting
Het terrein heeft een onmiddellijke aansluiting met de A37 (Messeschnellweg). Het terrein is via het stadsspoor (Stadtbahn) via lijnen 1, 2 (Laatzen Eichstr./Bahnhof Messe), 8, 18 (Messe/Nord), evenals via 6 en 16 (Messe/Ost) te bereiken. In het station Hannover Messe/Laatzen stoppen tijdens grote evenementen aanvullend op het normale lokale spoorverkeer ook talrijke langeafstands- en S-Bahntreinen.

## Bijzondere gebouwen
- Hermestoren
- Mannesmanntoren
- Thyssentoren

## Aandeelhouders
| Percentage | Aandeelhouder                                                                           |
| ---------- | --------------------------------------------------------------------------------------- |
| 50,000%    | Hannoversche Beteiligungsgesellschaft Niedersachsen mbH (HanBG) → Deelstaat Nedersaksen |
| 49,871%    | Deelstaat hoofdstad Hannover                                                            |
| 0,129%     | Regio Hannover                                                                          |